# Chillin
"Chillin" is een nummer van de Amerikaanse rapper Wale en zangeres Lady Gaga. Het werd op 14 april 2009 uitgegeven als de eerste single van Wales debuutalbum Attention: Deficit.

## Videoclip
In de door Chris Robinson gemaakte muziekvideo draagt Lady Gaga een paars jurkje, samen met haar hond, die ook te zien is in de videoclips v "Poker Face" en "LoveGame". Wale loopt in de video naar een kledingwinkel waar hij enkele kledingstukken past.
De single bereikte de 99ste plaats in de Billboard Hot 100 en de twaalfde plaats in de UK Singles Chart.